# Himantoglossum hircinum
Himantoglossum hircinum är en orkidéart som först beskrevs av Carl von Linné, och fick sitt nu gällande namn av Spreng.. Himantoglossum hircinum ingår i släktet Himantoglossum och familjen orkidéer.

## Utseende
Hos denna orkidé förekommer upp till 150 blommor med ljusgrön och violett färgteckning. I varje blomma är ett av kronbladen (labellum) uppdelad i tre element med en lång del i mitten och två kortare delar som är nedåt böjda. Kronbladet påminner om en ödlas svans och ben medan de andra kronbladen (petalen) och foderbladen (sepalen) bildar en form som liknar ödlans huvud (eller en hjälm). Orkidén fick därför i engelskspråkiga länder trivialnamnet "Lizard orchid". Växten når en höjd av 20 till 120 cm. De ljusgröna bladen är långsträckt äggformiga till lansettformiga och omslutar stjälken på en sida.
Artepitet hircinum i det vetenskapliga namnet är latin och betyder getliknande. Namnet syftar på orkidéns stränga lukt.

## Utbredning
Utbredningsområdets norra gräns sträcker sig ungefär från nordöstra England över centrala Tyskland och norra Balkanhalvön till floden Donaus mynning i Svarta havet. Orkidén förekommer söderut till Medelhavet men den saknas bland annat i Portugal, centrala Spanien och i större delar av norra Italien. Arten påträffades sällsynt i norra Afrika. Den lever i låglandet och i bergstrakter upp till 1800 meter över havet.
Himantoglossum hircinum hittas främst på kalkrik jord. Den förekommer på gräsmarker, i buskskogar och vid skogarnas eller åkrarnas kanter. Arten behöver ingen skugga.

## Ekologi
Individerna blommar inte varje år och några exemplar blommar bara en gång under livet som kan vara i upp till 20 år. Blomningen sker från maj till juli. Orkidén pollineras troligen av insekter som Megachile maritima eller vårsidenbi.

## Status
Himantoglossum hircinum hotas av landskapsförändringar. Arten är allmänt sällsynt men den har ett stort utbredningsområde och listas därför av IUCN som livskraftig (LC).

## Underarter
Arten delas in i följande underarter:
- H. h. hircinum
- H. h. pseudocaprinum

## Bildgalleri

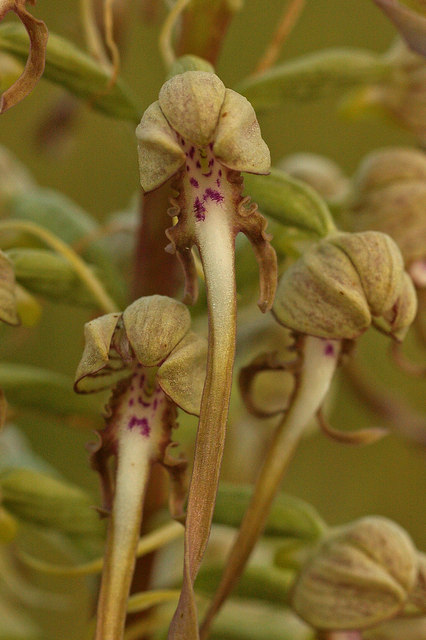
Närdbild på tre blommor
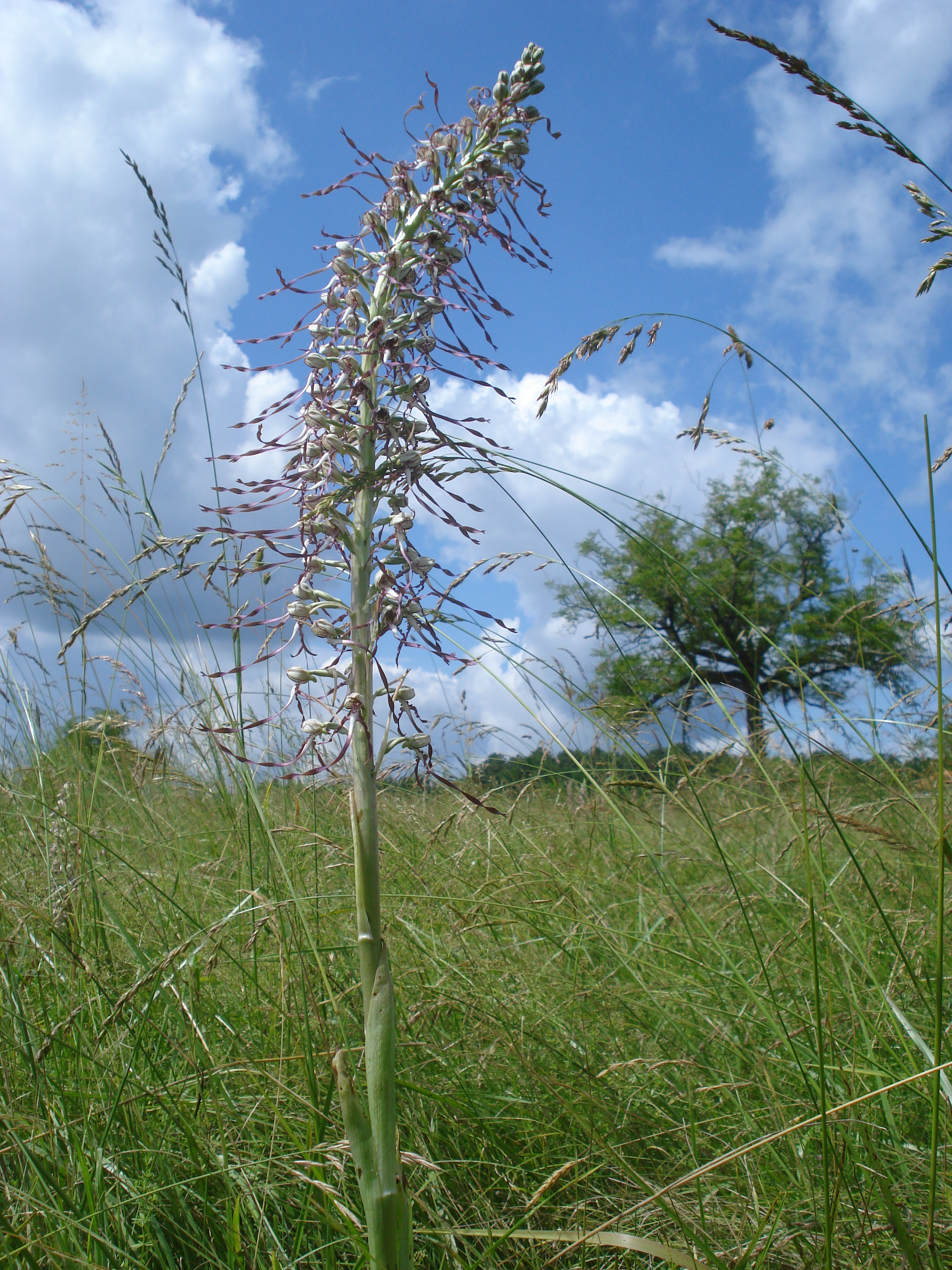
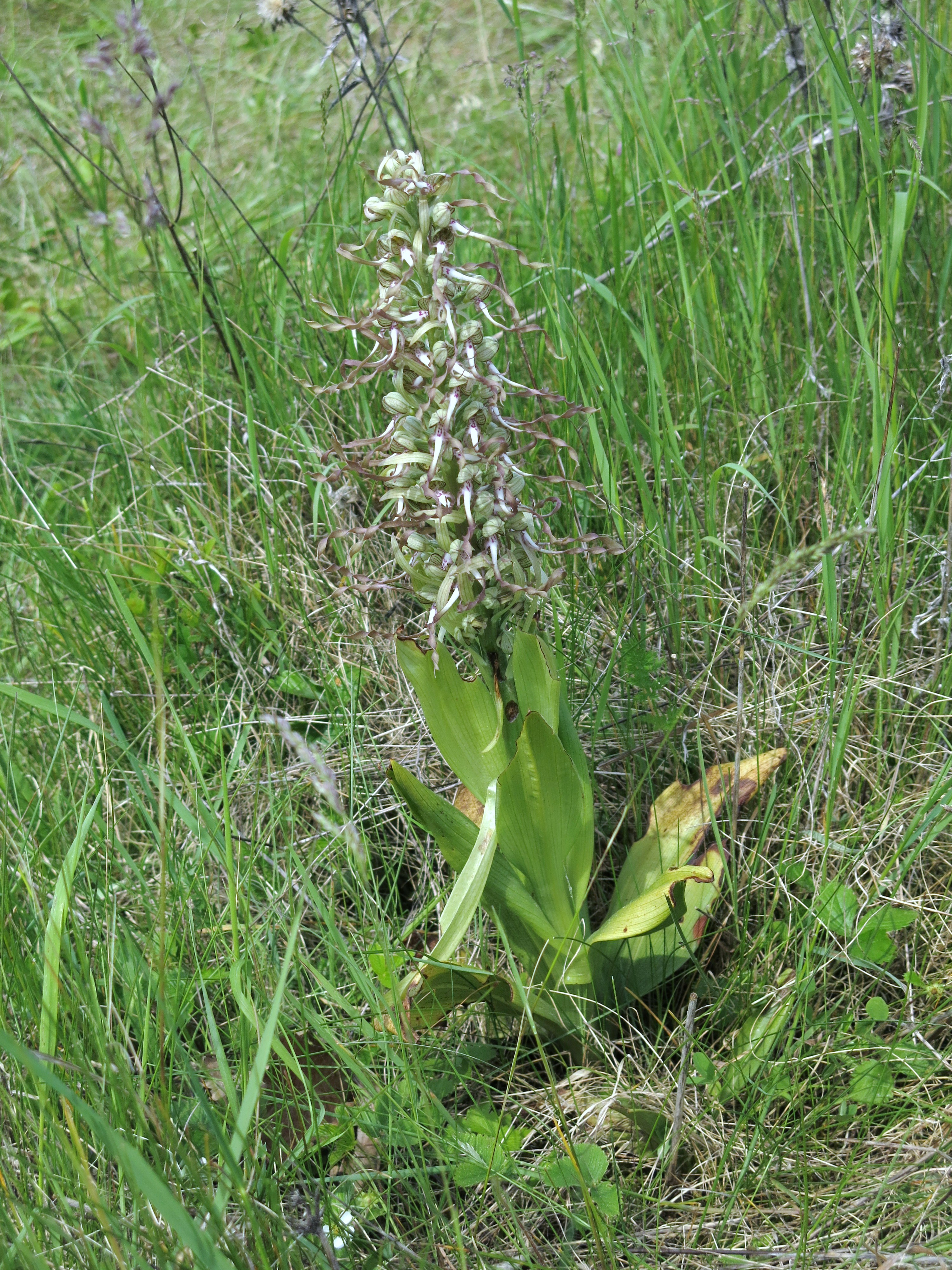
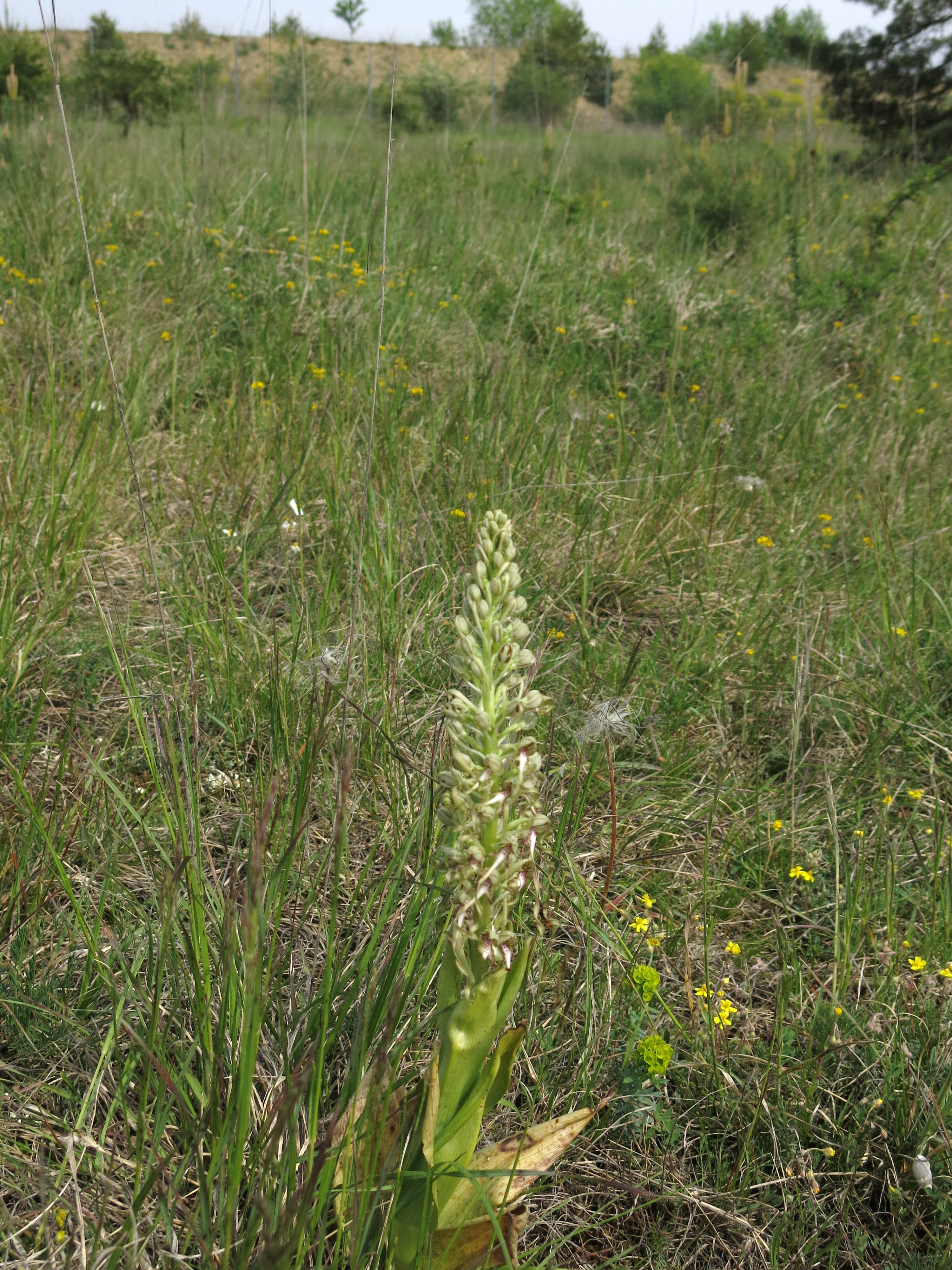
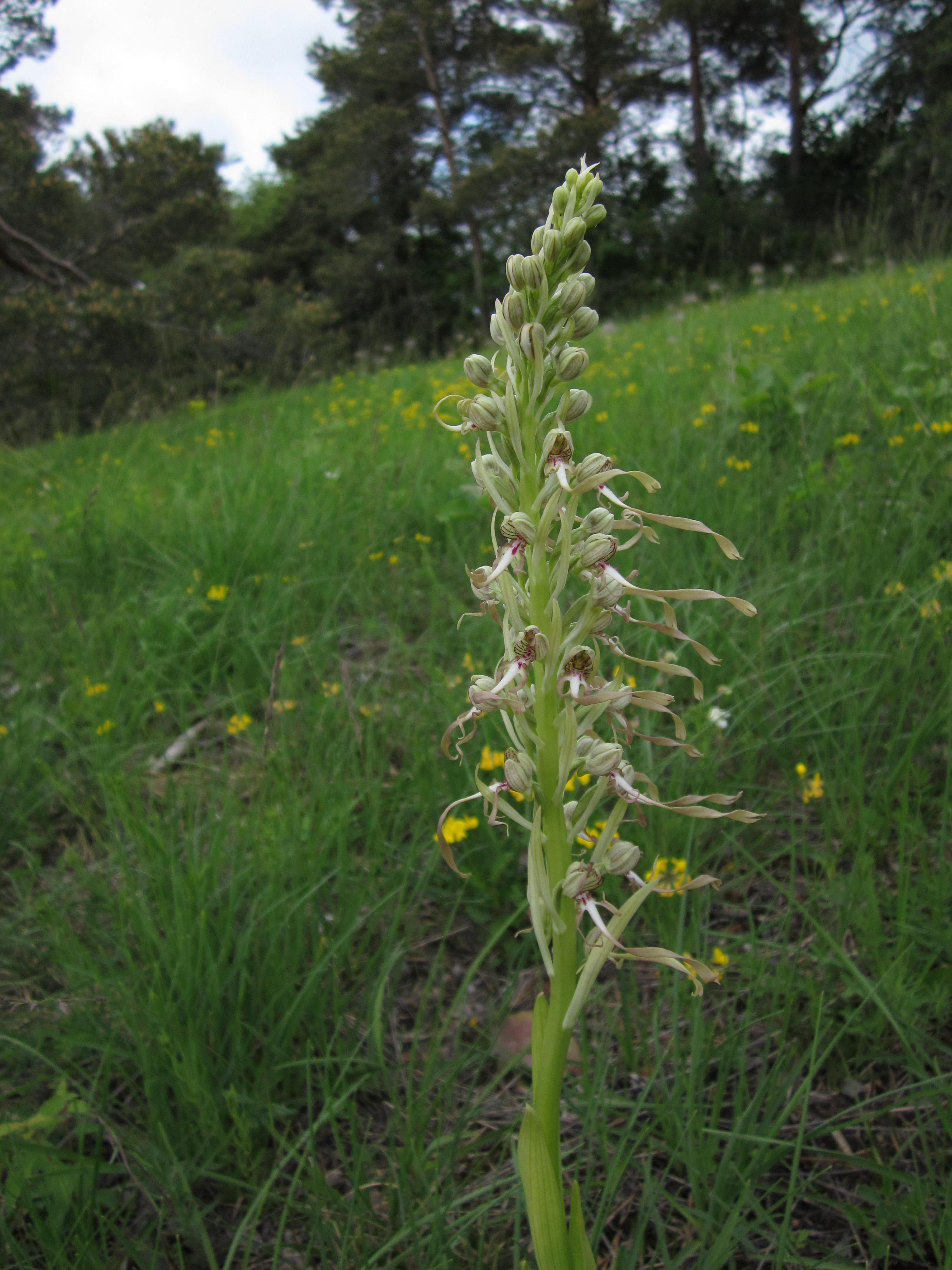
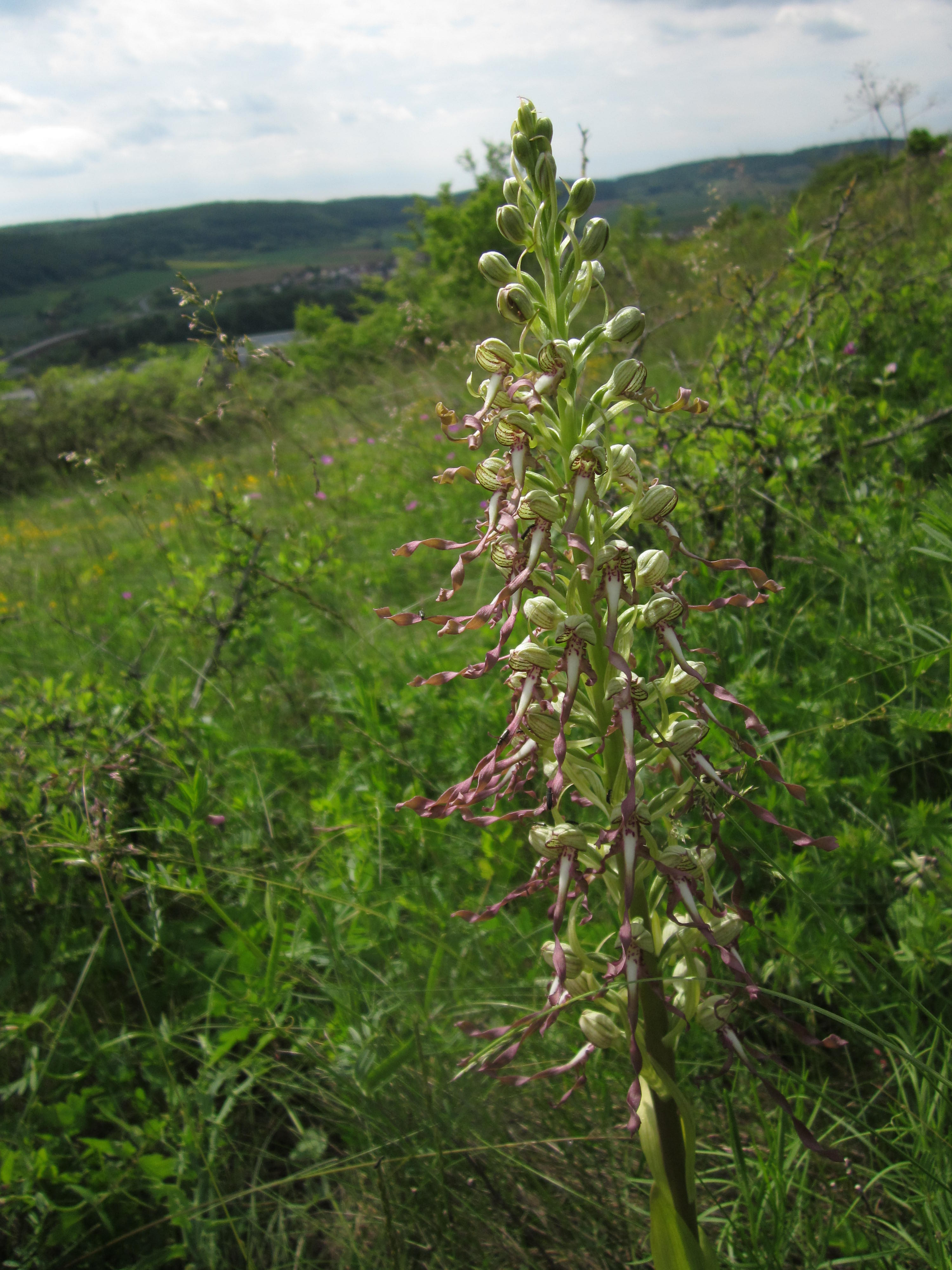